# Třída Akira
Třída Akira je ve sci-fi a fiktivních seriálech, filmech, knihách, komiksech ze Star Treku třída hvězdných lodí, kterou využívá od konce 60. let 24. století Hvězdná flotila Spojené federace planet. Jedná se o loď primárně určenou k boji. Díky nízkým nárokům se staly hlavní složkou pro bojové a obranné mise Hvězdné flotily. 

## Popis
Její neobvyklý design, podobný třídě Steamrunner, téměř úplně eliminuje sekundární trup. Sekundární trup je rozdělen na dvě poloviny, z nichž každá má jednu warp gondolu. Tím loď vzdáleně připomíná katamarán. Mezi oběma částmi trupu je umístěn přídavný modul pro zbraně především pro torpédomety a další vybavení. V talířové sekci jsou dva rozsáhlé hangáry pro raketoplány, jeden na přídi a jeden na zádi. Oba jsou propojeny středem talířové sekce, což umožňuje současné vzlety i přistání stejně jako na letadlových lodích 20. století.

## Specifikace
- Délka / šířka / výška / hmotnost – 464,43 metrů  / 316,67 metrů  / 87,43 metrů / 3 055 000 tun
- Počet palub / počet členů posádky, evakuační kapacita – 20 / 500 - 4 500
- Maximální cestovní rychlost / maximální bezpečná rychlost (pozn. uvedena TNG warp rovnicí) - 9,3 / 9,8 (po 18 hodinách)
- Výzbroj / obrana - 3 phaserové baterie třídy X, celkový výkon 17 475 TW, 15 pulzních fotonových torpédometu, třídy 1 +  720 fotonových torpéd / standardní duranio-tritaniový dvojitý trup + 5,4 cm pancíře o vysoké hustotě, standardní systém štítů s celkovou kapacitou 1 876 500 TJ[2]

## Známé lodě
- USS Akira NCC-62497
- USS Black Elk NCC-62505
- USS Dakota NCC-63892
- USS Devore NCC-64088
- USS Geronimo NCC-69302
- USS Gryphon NCC-65550
- USS Leyte Gulf NCC-71427
- USS Rabin NCC-63293
- USS Spector NCC-63898
- USS Thunderchild NCC-63549

## Upravené verze
Podobně jako třída Sovereign či Galaxy, pak i Akira prošla refitem, a to ke konci roku 2374, jako reakce na ztráty lodí, které způsoboval Dominion. Lodě prošli mírnými úpravami, které zahrnovali zvýšení výkonu štítů a zbraní, ale i zvýšení počtu torpéd a přidání tří pulzních kvantových torpédometů, nové a pokročilé třídy 2. Zvýšena byla i rychlost, důsledku implantování nového warp jádra, které se osvědčilo na třídě Sovereign. Další modernizací byla i věcí automatizace.

## Specifikace refitu
- Délka / Šířka / Výška / Hmotnost – 464,43 metrů  / 316,67 metrů  / 87,43 metrů / 3 281 000 tun
- Počet palub / Počet členů posádky, evakuační kapacita – 20 / 320 - 2 000
- Maximální cestovní rychlost / Maximální bezpečná rychlost (pozn. uvedena TNG warp rovnicí) - 9,6 / 9,9 (po 48 hodinách)
- Výzbroj / Obrana - 3 phaserové baterie, třídy X, celkový výkon 22 500 TW, 6 phaserových bank, třídy XII + 30 000 TW,  15 pulzních fotonových torpédometu, třídy 1 +  900 fotonových torpéd, 3 pulzní kvantové torpédomety, třídy 2 + 360 kvantových torpéd / standardní duraniový-tritaniový dvojitý trup + 5,4 cm pancíře o vysoké hustotě, standardní systém štítů s celkovou kapacitou 2 381 000 TJ